# Airborne Launch Assist Space Access

Impressão artística do foguete ALASA sendo transportado por um avião F-15E

Airborne Launch Assist Space Access (ALASA), ou DARPA ALASA, foi um conceito de um veículo lançador de satélites projetado pela Phantom Works, divisão da Boeing, para a agência estadunidense de tecnologia de defesa DARPA, "que fez um projeto para produzir um foguete capaz de lançar um satélite de 100 quilos em órbita terrestre baixa por menos de 1 milhão de dólares". O programa foi concebido e anunciou em 2011, e financiou o desenvolvimento do trabalho iniciado em 2012. 
O primeiro voo do foguete estava programado para ocorrer em 2016.
O programa foi cancelado em 2015.

## Características
O foguete foi projetado de uma maneira muito incomum. Os motores de combustível líquido usado para ambos os primeiro e segundo estágios são montados na frente do veículo, assim, reduzindo o custo do veículo.
O veículo ALASA de 7,3 metros é projetado para ser acoplado em um avião F-15E. Uma vez que o avião atingir cerca de 40 mil pés, irá lançar o veículo ALASA. O veículo, então, vai disparar seus quatro motores principais e lançar em órbita baixa da Terra para implantar um ou mais microssatélites pesando até um total de 45 kg.